# Lời nguyền của thần Titan
Lời nguyền của thần Titan (tựa gốc: The Titan's Curse) là một tiểu thuyết phiêu lưu kỳ ảo dựa trên thần thoại Hy Lạp được phát hành năm 2007, đây là tập thứ ba của bộ truyện Percy Jackson và các vị thần trên đỉnh Olympus và là tập tiếp nối của Biển quái vật. Truyện kể về chuyến phiêu lưu của á thần 14 tuổi Percy Jackson khi cậu và các bạn thực hiện nhiệm vụ giải cứu Annabeth và thần Artemis, hai người bị bắt cóc.
Lời nguyền của thần Titan được xuất bản vào ngày 1 tháng 5 năm 2007, bởi Miramax Books, các đợt tái bản sau này do Disney Publishing phát hành. Truyện cũng được phát hành dưới phiên bản sách nói với giọng đọc của Jesse Bernstein.
Lời nguyền của thần Titan được đề cử ở nhiều giải thưởng, giành vị trí thứ nhất của The New York Times best seller hạng mục sách thanh thiếu niên và Book Sense Top Ten Summer Pick vào năm 2007.

## Nội dung
Percy Jackson, Annabeth Chase, và Thalia Grace được bà Jackson chở tới Westover Hall, một trường nội trú ở Bar Harbor, Maine, để giải cứ hai á thần Nico và Bianca di Angelo. Họ bị tấn công bởi một con manticore có tên Dr. Thorn. Mặc dù được Artemis và nhóm thợ săn giúp đỡ nhưng Annabeth vẫn bị Dr. Thorn bắt đi. Artemis sau khi nghe tin về một con quái vật vĩ đại, có khả năng tiêu diệt đỉnh Olympus từ Dr. Thorn đã lập tức lên đường đi săn. Trước khi đi, cô đã nhờ anh trai mình, thần Apollo, đưa các á thần lẫn các thợ săn (lúc này Bianca vừa gia nhập) về Trại Con Lai.
Nico bắt đầu hòa mình vào cuộc sống ở trại; Percy và Blackjack cứu một con quái vật biển và đặt tên cho nó là Bessie; phụ tá của Artemis Zoë Nightshade có những giấc mơ bí ẩn về nữ thần đang gặp nguy hiểm. Percy cũng có những giấc mơ về Annabeth. Cả hai đều muốn hành động, tuy nhiên, đến khi Oracle (một xác ướp) bằng một cách nào đó rời khỏi căn phòng của mình và đi tới nơi họ tụ tập, đưa ra một lời tiên tri thì nhiệm vụ giải cứu mới được hình thành. Chiron và Zoë tổ chức một cuộc tìm kiếm, tuy nhiên Percy không được đi theo vì các thợ săn không đi cùng con trai. Cậu đã cố gằng trốn khỏi trại, cùng Blackjack bay đi cho đến khi gần như bị bắt dừng lại bởi Ngài D (Dionysus).
Khi họ đến Washington, D.C., Percy bắt gặp Dr. Thorn đang đi vào bảo tàng National Museum of Natural History, cậu liền sử dụng chiếc mũ tàng hình đi theo hắn. Luke và một người đàn ông được gọi là Tướng Quân đang ở đây. Tên Tướng Quân triệu hồi một đám spartoi để săn đuổi nhóm làm nhiệm vụ, hiện đang ở bảo tàng National Air and Space Museum gần đó. Percy chạy tới cảnh báo nhưng họ bị tấn công bởi con sư tử Nemean. Họ chạy trốn, và theo lời khuyên của Apollo, họ đi tới Cloudcroft, New Mexico. Tại Cloudcroft, Grover cảm nhận được sự hiện diện của thần Pan, người gửi đến những Erymanthian Boar giúp họ trốn thoát khỏi đám quái vật spartoi. Chiếc thuyền đưa họ đến Gila Claw, Arizona và "bãi phế liệu của các vị thần". Sau một cuộc nói chuyến ngắn với Ares và Aphrodite, cả nhóm bắt đầu đi vào bãi phế liệu. Bianca cố gắng lấy được một bức tượng còn thiếu cho bộ sưu tập của Nico. Tuy nhiên, cô đã vô tình đánh thức Talos; để khắc phục sai lầm này, cô đã tình nguyện hy sinh để phá hủy Talos. Các thành viên con lại tiếp tục lên đường tới đập Hoover. Tại đây, họ tiếp tục trốn thoát khỏi đám spartoi một lần nữa và lên đường tới San Francisco.
Tại đây, Percy tìm đến Nereus và biết được rằng con quái vật mà Artemis đang săn tìn chính là Bessie, con quái vật mà cậu đã cứu, thực ra là một con ophiotaurus. Sau trận chiến cuối cùng với Dr. Thorn, Grover trở về Trại Con Lai với ophiotaurus. Zoë, Percy, và Thalia tìm đến Frederick Chase với hy vọng ông sẽ giúp họ tới được địa điểm cuối cùng: núi Tamalpais, với đỉnh Mount Othrys nơi đặt tổng hành dinh của đội quân Titan. Với chiếc xe của ông Chase, họ đi đến Khu vườn của Hesperides. Zoë bị con rồng Ladon làm bị thương khi giúp họ đi qua. Tại địa điểm mà Atlas bị bắt phải gánh bầu trời, họ thấy Artemis đang làm việc đó. Thấy Annabeth bị trói và biết được rằng tên Tướng Quân chính là Atlas, cha của Zoë, Percy đã nhận gánh nặng từ Artemis để mọi người có thể chiến đấu với tên Titan này. Artemis lừa Atlas trở lại đúng vị trí của mình; tuy nhiên, hắn cũng đã làm Zoë bị thương. Thalia đấu Luke, hắn bị rơi từ đỉnh ngon núi, dường như đã chết. Với sự trợ giúp của ông Chase, người đang lái một chiếc máy bay với các viên đạn bằng đồng celestial, họ thoát khỏi ngọn núi và trở về Olympus. Zoë hy sinh tron g chuyến đi và được Artemis biến thành một chòm sao.
Trong buổi hội nghị vào ngày Đông chí, các vị thần cuối cùng cũng bị thuyết phục bởi Artemis và lên kế hoạch chống lại sự trả thù của các Titan. Thalia được Artemis hỏi rằng có muốn trở thành một thợ săn không và cô đã đồng ý để không trở thành người mà lời Đại tiên tri nhắc đến. Percy được cha mình cho biết rằng Luke thật sự chưa chết; cậu cùng với Annabeth trở về trại và lo lắng cho tương lại. Trước khi có thể nghỉ ngơi, Percy đã tới xin lỗi Nico về cái chết của Bianca. Nico trách Percy vì không thực hiện lời hứa, và khi một nhóm spartoi tấn công con trai của thần Poseidon, Nico đã đưa chúng trở về thế giới của Hades. Percy nhận ra rằng Nico chính là con trai của Hades. Nico chạy khỏi trại và những người được Percy kể việc này chỉ có Annabeth và Grover. Họ hứa sẽ che giấu việc để không ai có thể biết được, đặc biệt là đội quân của các Titan.

### Lời tiên tri
Lời tiên tri mà Oracle đã đọc cho Zoë Nightshade như sau:
| Tiếng Anh Five shall go west to the goddess in chains, One shall be lost in the land without rain, The bane of Olympus shows the trail, Campers và Hunters combined prevail, The Titan's curse must one withstand, And one shall perish by a parent's hand. | Tiếng Việt Năm người sẽ đi về hướng tây đến nơi nữ thần bị xiềng xích, Một người sẽ biến mất trong vùng đất không mưa, Tai ương của đỉnh Olymlus cho ta thấy dấu vết, Trại thủ, Thợ săn sẽ thắng thế nếu chẳng phân ly Một người sẽ phải gánh chịu lời nguyền của thần khổng lồ Titan, Và một người sẽ bỏ mạng dưới tay cha mẹ của chính mình. |

#### Ý nghĩa
1. Một nhóm được thành lập với các thành viên Zoë, Thalia, Grover, Bianca và Percy (ban đầu là Phoebe). Họ đi về phía tây, tới đỉnh Mount Othrys và giải cứu Artemis khỏi ngục tù của cô.
2. Bianca hy sinh mạng sống của mình để cứu cả nhóm khỏi sự tấn công của con robot Talos.
3. Họ bị theo dấu bởi Ophiotaurus, một con quái vật mà người nào hiến tế bộ lòng của nó sẽ có sức mạnh hủy diệt đỉnh Olympus. Trong suốt cuộc hành trình, con quái đã xuất hiện tại các nguồn nước khác nhau.
4. Nhiệm vụ chỉ có thể thành công nếu các trại viên và thợ săn hợp tác với nhau. Những trại viên bao gồm (Percy, Grover và Thalia), thợ săn bao gồm (Bianca và Zoë).
5. Một người phải nhận nhiệm vụ đờ bầu trời (Luke nhận từ tay Atlas; Annabeth thì từ tay Luke; Artemis nhận lấy từ Annabeth; Percy thì nhận từ Artemis và Artemis lừa Atlas trở lại đỡ bầu trời).
6. Vào cuối cuộc chiến, Zoë sau khi bị thương bởi chất độc của con rồng Ladon, đã bị giết bởi cha mình, Titan Atlas khi cô bị ông đánh ngã vào bức tường cung điện.

## Nhân vật chính
- Percy Jackson: 14 tuổi, con trai của Poseidon, đồng thời cũng là người kể chuyện. Cậu lên đường thực hiện hành trình giải cứu Annabeth và vị thần Hy Lạp Artemis.
- Thalia Grace: 15 tuổi, con gái của Zeus. Cô được đề cập lần đầu tiên trong giấc mơ của Percy ở tập đầu tiên và xuất hiện vào cuối tập Biển quái vật. Thalia được miêu tả rất bụi bặm, với đôi mắt màu xanh điện, đồ đen và mái tóc spiky. Tính cách của cô được miêu tả là "độc lập và thường mỉa mai." Cô rất đau buồn vì sự phản bội của Luke, người mà cô đã dành tình cảm của mình. Cô miễn cường thừa nhận với Percy rằng cô sợ độ cao mặc dù cô là con gái của Zeus, vua của bầu trời.
- Annabeth Chase: 14 tuổi, con gái của Athena. Cô là bạn của Percy, Thalia và Grover. Cô bị bắt cóc cùng với Artemis bởi các Titan. Cô có một niềm đam mê lớn với kiến trúc và mong muốn trở thành kiến trúc sư khi lớn lên. Mặc dù tình cảm của cô với Percy ngày một lớn lên nhưng tình cảm của cô với Luke vẫn còn vương vấn, điều này đặt cô vào một sự rắc rối.
- Grover Underwood: một satyr, thức ăn ưa thích là lon nhôm và phô mai. Cậu 28 tuổi, và đang thuộc lứa tuổi teen vì sự phát triên của satyrs chậm hơn bình thường (bằng một nửa con người). Cậu muốn trở thành người tìm kiếm thần Pan, một vị thần satyr của thiên nhiên, người được cho là đã ngủ đông vì sự tàn phá thiên nhiên của con người.
- Bianca di Angelo: 12 tuổi, con gái của Hades. Cô và người em ruột 10 tuổi Nico bị lừa ở lại Sòng bạc Hoa Sen, nơi thời gian trôi chậm đi. Tuy nhiên, trong phần đầu của truyện, họ đã được giải thoát từ lâu. Cô tham gia cuộc tìm kiếm và hy sinh tại "bãi phế liệu của các vị thần".
- Zoë Nightshade: con gái của Atlas, một Hesperid bị trục xuất vì giúp đỡ Hercules, và là trợ thủ đầu tiên Nhóm thợ săn của Artemis. Cô có rắc rối vì ngôn ngữ, thứ tiếng cô dùng là Old English. Cô hy sinh vì vết cắn của Ladon, con vật bảo vệ cây táo vàng, và sự tấn công của cha mình. Artemis đã đưa linh hồn của cô trở thành một vì sao sau khi cô mấtCCo và Thalia có một mối hận thù sau khi Thalia không gia nhập nhóm thợ săn. Tuy nhiên, khi đi cùng nhau, họ tránh đề cập tới vấn đề đó.
- Luke Castellan: 21 tuổi, con trai của Hermes, Luke là ác nhân chính của bộ truyện. Cậu là bạn tri kỷ của Kronos; các tín đồ và đột quân của Kronos tu tập trên con thuyền Công chúa Andromeda.
- Nico di Angelo: 10 tuổi, con trai của Hades. Cậu và chị gái Bianca di Angelo được giải cứu khỏi con manticore bởi Percy, Annabeth, Thalia và Grover. Cậu ở lại trại khi mọi người lên đường làm nhiệm vụ. Tuy nhiên, cậu ở tại cabin Hermes vì danh tính thần thánh của cậu chưa được phát hiện. Cậu rời trại sau khi nghe Percy phá vỡ lời hứa bảo vệ Bianca khỏi cái chết. Trước khi cậu đi, cậu đã đưa các skeletal đuổi theo Percy trở lại địa ngục.

## Đón nhận
"Lời nguyền của thần Titan" đã nhận được nhiều phản ứng tích cực về cách xây dựng cốt truyện, nhân vật.

### Giải thưởng và đề cử
Lời nguyền của thần Titan đã nhận được nhiều giải thưởng như: vị trí thứ nhất trên danh sách sách bán chạy của The New York Times hạng mục sách thanh thiếu niên và Book Sense Top Ten Summer Pick năm 2007. Truyện cũng là đề cử cho giải thưởng Quill Award.

## Chuyển thể

### Sách nói
Phiên bản sách nói dài 8 giờ 48 phút với giọng đọc của diễn viên Jesse Bernstein được Listening Library phát hành vào ngày 24 tháng 7 năm 2007.

## Tập kế tiếp
Trong Cuộc chiến chốn Mê cung, Annabeth và Percy tìm được một lối vào Mê cung khi họ đang chơi cướp cờ. Percy sớm biết rằng Luke sẽ sử dụng Mê cung để đưa đội quân quái vật tấn công trại. Để vào được Mê cung, Percy phải tìm được dấu hiệu của Daedalus, chữ cái delta của Hy Lạp, (Δ) trên hành lang, nhấn vào nó, và tiến vào Mê cung. Khi vào Mê cung, Percy cố gắng tìm Daedalus để chắc chắn rằng Luke không có được sợi chỉ Ariadn.